# Enteroinwazyjny szczep pałeczki okrężnicy
Enteroinwazyjny szczep pałeczki okrężnicy, EIEC (ang. enteroinvasive Escherichia coli) – szczep pałeczki okrężnicy (Escherichia coli), odpowiedzialny za zakażenia w krajach rozwijających się, związany z serotypami O124, O143, O164.
Szczep jest podobny do pałeczek z rodzaju Shigella, biorąc pod uwagę cechy biochemiczne i chorobotwórczość. Najczęściej wywołuje wodnistą biegunkę, co wynika ze zdolności do dokonywania inwazji, kodowanej przez zespół genów plazmidowych pInv, oraz z niszczenia nabłonka okrężnicy. U części chorych zakażenie przebiega podobnie do czerwonki – występuje gorączka, bolesne skurcze brzucha, krew i leukocyty w kale. Niszczenie komórek nabłonka i odczyn zapalny mogą wywołać owrzodzenie okrężnicy.
Czynnikami wirulencji tego szczepu są: adhezyna – plazmid inwazyjności (Ipa) – oraz egzotoksyna – hemolizyna (HlyA).
W komórkach gospodarza następuje liza błony wodniczki endocytarnej i dochodzi do namnożenia w cytoplazmie. Ruch wewnątrz cytoplazmy i zakażenie sąsiedniej komórki nabłonka jest możliwe dzięki polimeryzacji włókien aktyny – powstaje tzw. aktynowy ogon na jednym z biegunów.